# Andronika
Andronika är ett kvinnonamn av grekiskt ursprung, härlett från andras ’man’ och niki ’seger’.
Donika är en albansk kortform av Andronika.
Andronicus och Andronikos förekommer som mansnamn.
130 kvinnor har Donika som tilltalsnamn i Sverige (enligt en sökning år 2022), men gav inga resultat på Andronika.

## Personer
- Donika Kastrioti, maka till Skanderbeg.